# Súdánská vlajka

Súdánská vlajka
Poměr stran: 1:2

Súdánská námořní válečná vlajka
Poměr stran: 1:2

Vlajka Súdánu (arabsky: علم السودان‎) je tvořena listem o poměru stran 1:2 se třemi vodorovnými pruhy, červeným, bílým a černým, a zeleným žerďovým klínem, sahajícím do 1/3 délky vlajky.
Červená barva symbolizuje (resp. v době zavedení symbolizovala) revoluci, socialismus, pokrok a krev hrdinů, obětujícich svůj život za svobodu. Bílá barva je barvou míru, úsvitu, optimismu a připomíná Ligu bílého praporu, organizaci za nezávislost ve 20. letech 20. století. Černá barva symbolizuje most mezi arabskou a černošskou Afrikou a připomíná barvu vlajek Al-Mahdího říše. Zelená je barvou islámu a barvou Fátimovcú.
Stejný vlajkový vzor, červeno-bílo-černou trikolóru, měly nebo mají i vlajky jiných arabských států. Liší, či lišily se nápisem, znakem, hvězdami nebo klínem – vlajky Egypta, Iráku, Jemenu, Libye, Sýrie (viz Panarabské barvy).

Rozměry súdánské vlajky

## Historie
Již před naším letopočtem existovaly na severu dnešního Súdánu různé státní útvary (Kúš, Núbie, Napata nebo Merojská říše). Od 9. století pronikali na území Arabové. Od 11. století tam vznikla řada feudálních států (Dárfúr, Mukurra nebo Sennár). Po roce 1820 dobyl Súdán egyptský vládce Muhammad Alí Paša. V té době byl Egypt součástí Osmanská říše, vlajkou se tak stal červený list s bílým půlměsícem a bílou osmicípou hvězdou. Po roce 1844 byla osmicípá hvězda nahrazena hvězdou pěticípou, která se jedním z cípů dotýkala pomyslné spojnice obou cípů půlměsíce. Zároveň se celý emblém posunul k žerdi.
V roce 1881 došlo v Súdánu k povstání, které vedl islámský duchovní Al-Mahdí, a Egypťané byli nuceni území opustit. V roce 1885 vytvořil Al-Mahdí nezávislý, autokratický stát, vzdorující i britské expanzi po otevření Suezského průplavu v roce 1869 a obsazení Egypta Brity v roce 1882. Jedním ze symbolů užívaných na území Súdánu byla prostá, černá vlajka. Al-Mahdího říše byla dobyta v roce 1898.

Vlajka Osmanské říše v Súdánu (1820–1844)
Vlajka Osmanské říše v Súdánu (1844–1881 a 1899–1914)
Vlajka Al-Mahdího říše (1885–1898)

19. ledna 1899 vznikl, na základě Káhirské smlouvy, Anglo-egyptský Súdán, britsko-egyptské kondominium. Nebyla zavedena žádná vlajka, vyvěšovala se společně britská (vždy na čestném místě) a egyptská vlajka (v té době vlajka Osmanské říše).
Generální guvernér Anglo-egyptského Súdánu užíval britskou vlajku (Union Jack) o poměru stran 1:2, která měla uprostřed bílé, kruhové pole s vavřínovou girlandou a černým nápisem „GOVERNOR GENERAL OF THE SUDAN“.
Po vstupu Turecka (Osmanské říše) do první světové války na straně ústředních mocností byl 18. prosince 1914 zrušen turecko-egyptský svazek a následující den vyhlášen Egyptský sultanát pod britskou nadvládou. Vlajkou sultanátu (která nahradila osmanskou vlajku v Anglo-egyptském Súdánu a vyvěšovanou stále společně s britskou vlajkou) se stala dosavadní vlajka egyptského chediva zavedená asi v roce 1867. Byla tvořena červeným listem se třemi bílými půlměsíci a třemi bílými hvězdami.
28. února 1922 bylo vyhlášeno Egyptské království a 10. prosince 1923 byla zavedena vlajka, vyvěšovaná společně s britskou vlajkou, v Anglo-egyptském Súdánu. Vlajka byla tvořena zeleným listem o poměru stran 2:3 s uprostřed umístěným bílým půlměsícem. Uvnitř půlměsíce byly tři pěticípé hvězdy, jejichž jeden cíp vždy směřoval kolmo k nejbližšímu okraji listu.

Vlajka Spojeného království v Anglo-egyptském Súdánu (1899–1956) Poměr stran: 3:5
Vlajka guvernéra Anglo-egyptského Súdánu (1899–1956) Poměr stran: 1:2
Egyptská vlajka v Anglo-egyptském Súdánu (1914–1922) Poměr stran: 1:2
Egyptská vlajka v Anglo-egyptském Súdánu (1922–1956) Poměr stran: 2:3

12. února 1953 uzavřelo Spojené království s Egyptem dohodu o přiznání práva Súdánu na autonomii. V roce 1955 byla (pro Afro-asijskou konferenci v indonéském Bandungu) vytvořena vlajka, tvořena bílým listen s velkými, červenými, tiskacími písmeny „SUDAN".
1. ledna 1956 byla vyhlášena nezávislá Súdánská republika. V hlavním městě Chartúmu byly na hlavním náměstí spuštěny vlajky Spojeného království a Egypta a vztyčena nová státní vlajka. Tato vlajka byla tvořena listem o poměru stran 1:2 se třemi vodorovnými pruhy: modrým, žlutým a zeleným. Modrá barva symbolizovala řeku Nil, žlutá barva pouště a zelená úrodnou púdu  rostlinné bohatství a zemědělství.

Súdánská vlajka na konferenci v Bandungu (1955)
Súdánská vlajka (1956–1970) Poměr stran: 1:2
Súdánská námořní válečná vlajka (1956–1970) Poměr stran: 1:2

25. května 1969 byla vyhlášena Súdánská demokratická republika a 20. května 1970 zavedena nová státní vlajka. Vlajku navrhl absolvent chartúmské umělecké školy Abdal Rahnam Aljali.
6. dubna 1985 došlo ke státnímu převratu a 15. prosince byl název státu změněn na Súdánská republika. Vlajka nebyla změněna.

## Prezidentská vlajka
Súdánský prezident užívá vlastní vlaku, státní vlajku doplněnou o státní znak v bílém pruhu.

Vlajka prezidenta Súdánské demokratické republiky (1970–1985) Poměr stran: 1:2
Varianta vlajky prezidenta Súdánské demokratické republiky (1970–1985) Poměr stran: 1:2

V současnosti existuje několik variant prezidentské vlajky. Informace jsou nejasné.

Vlajka súdánského prezidenta Poměr stran: 1:2
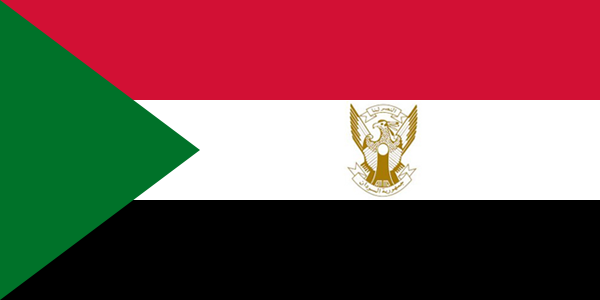
Varianta vlajky súdánského prezidenta Poměr stran: 1:2
Varianta vlajky súdánského prezidenta Poměr stran: 1:2

## Vlajky súdánských států

Súdánské státy

Súdán je členěn na 18 států. Některé státy zřejmě užívají vlastní vlajku.

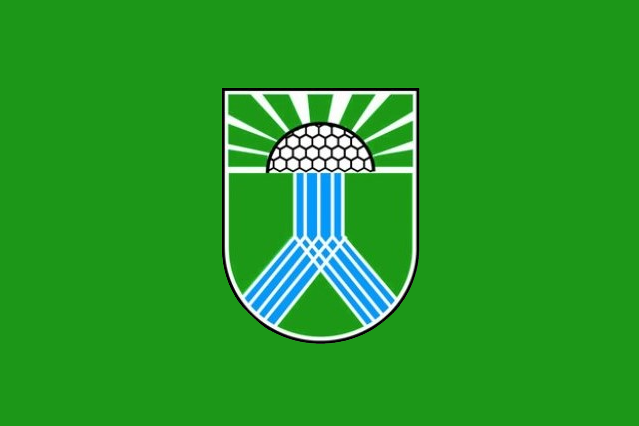
Vlajka hlavního města Chartúm (1) Poměr stran: 2:3
Kassala (4) Poměr stran: 2:3
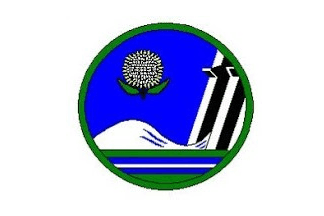
Modrý Nil (5) Poměr stran: 2:3
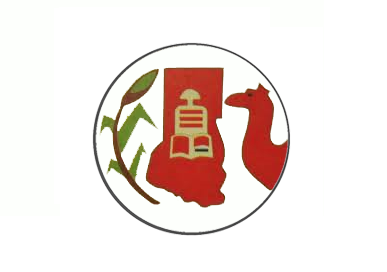
Severní Dárfúr (6) Poměr stran: 2:3
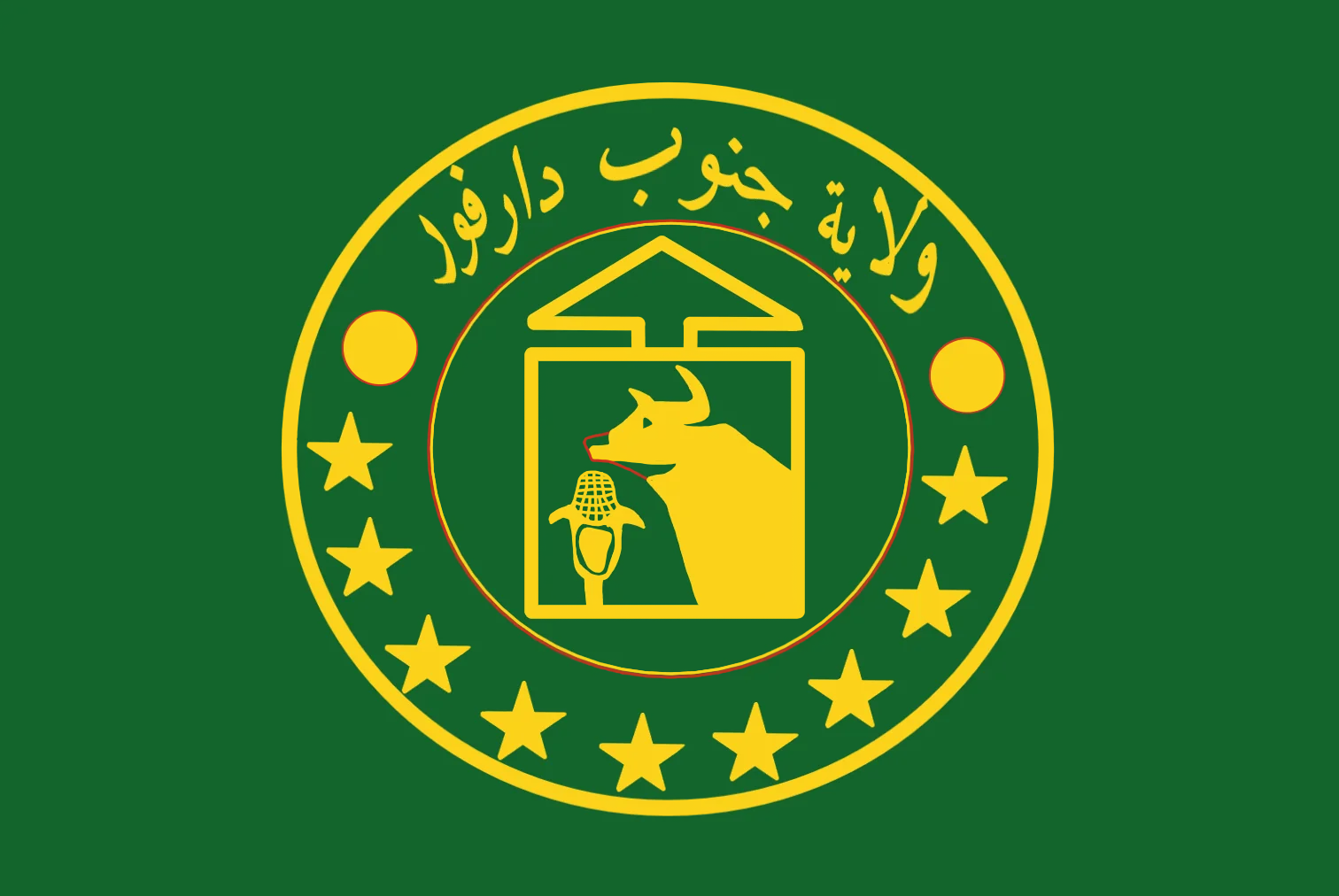
Jižní  Dárfúr (7) Poměr stran: 2:3
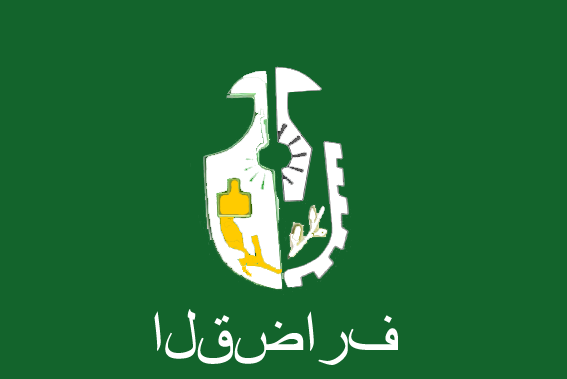
Al Qaḑārif (13) Poměr stran: 2:3
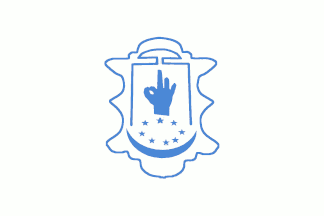
Západní  Dárfúr (15) Poměr stran: 2:3
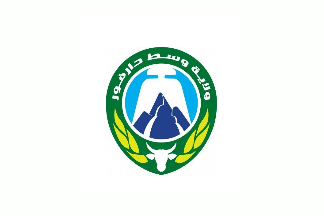
Centrální  Dárfúr (16) Poměr stran: 2:3

### Oblast Abyei

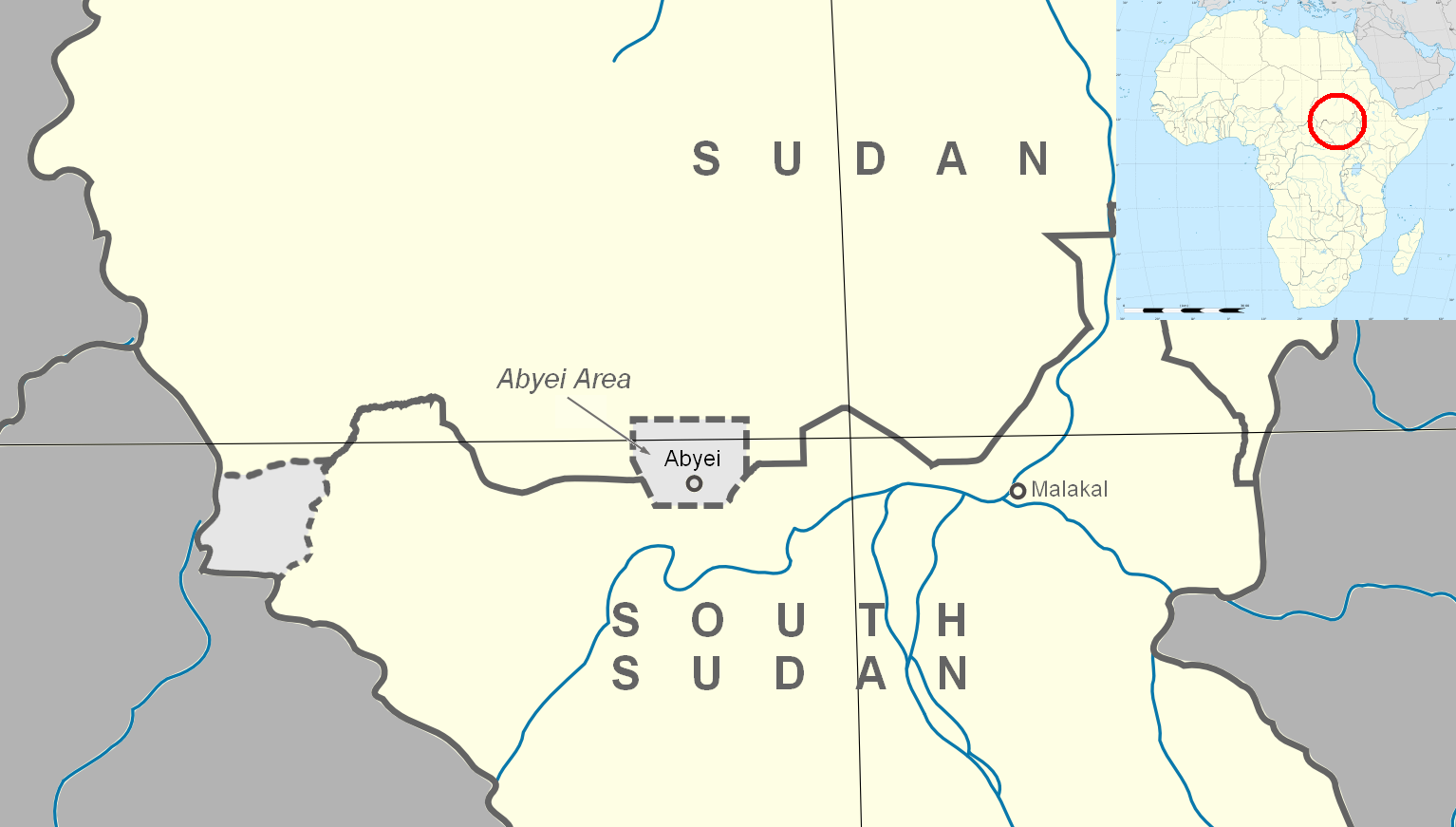
Oblast Abyei

Oblast Abyei je území mezi Súdánem a Jižním Súdánem. Po ukončení druhé súdánské občanské války (1983–2005) se obě strany dohodly na zvláštním správním statusu této oblasti a vytvoření demilitarizované zóny.

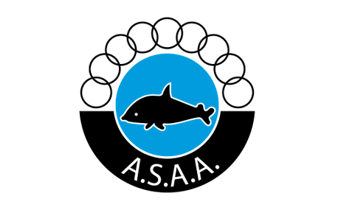
Vlajka Oblasti Abyei Poměr stran: 2:3